# Thuế sinh thái
Thuế sinh thái là một loại thuế đánh vào các hoạt động được coi là có hại cho môi trường và nhằm thúc đẩy các hoạt động thân thiện với môi trường thông qua các biện pháp khuyến khích kinh tế. Một chính sách như vậy có thể bổ sung hoặc ngăn cản sự cần thiết của các cách phương thức quản lý (lệnh và kiểm soát). Thông thường, một đề xuất chính sách về thuế sinh thái có thể cố gắng duy trì tổng thu thuế bằng cách giảm tỷ lệ các loại thuế khác (ví dụ: thuế đánh vào lao động của con người và các tài nguyên tái tạo); các đề xuất như vậy được biết đến như là sự thay đổi sang thuế xanh hướng đến việc đánh thuế sinh thái. Các thuế sinh thái nhằm giải quyết sự thất bại của thị trường tự do khi chỉ quan tâm tới lợi nhuận mà không quan tâm tới các hiểm họa môi trường.
Thuế sinh thái học là ví dụ về thuế Pigovian, là các loại thuế nhằm làm cho các bên liên quan cảm thấy gánh nặng xã hội của hành động của mình. Ví dụ cho thuế này là đề nghị của triết gia Thomas Pogge với tên gọi Global Resources Dividend.

## Các thuế bị ảnh hưởng
Ví dụ về các khoản thuế có thể được giảm hoặc loại bỏ bằng một thay đổi sang thuế xanh là:
- Thuế lương, thuế thu nhập, và ở mức độ thấp hơn, thuế doanh thu.
- Thuế doanh nghiệp (thuế đầu tư và thuế doanh nghiệp).
- Thuế tài sản về các tòa nhà và các cơ sở hạ tầng khác.

Ví dụ về các thuế sinh thái có thể được thực hiện hoặc tăng lên là:
- Thuế carbon đánh vào việc sử dụng các nhiên liệu hóa thạch do lượng khí nhà kính mà nó tạo ra. Thuế hydrocarbon cũ không phạt các quá trình tạo ra khí nhà kính.
- Thuế đối với hàng nhập khẩu có chứa năng lượng phi sinh thái đáng kể (đến mức cần thiết phải bảo vệ các nhà sản xuất trong nước khác sản xuất cùng sản phẩm)
- Thuế khai thác đối với các sản phẩm được sản xuất từ nguyên liệu khoáng vật, năng lượng, và rừng.
- Phí cấp phép cho cắm trại, câu cá, săn bắn và các thiết bị liên quan.
- Thuế đặc biệt cho công nghệ và sản phẩm có  ảnh hưởng ngoại lai tiêu cực đáng kể
- Thuế quản lý chất thải và chi phí có thể trả lại
- Thuế định hướng trên nước thải, ô nhiễm môi trường và các chất thải nguy hại khác.
- Thuế giá trị đất đai đối với giá trị đất đai không được cải tạo.

## Các khuôn khổ kinh tế và chiến lược sử dụng chuyển đổi thuế
Đối tượng của một thay đổi chuyển xanh về thuế thường xuyên là để thực hiện "kế toán chi phí đầy đủ" hoặc "kế toán chi phí thực", sử dụng chính sách tài khóa để nội hoá các tác động ngoại vi bóp méo thị trường dẫn đến việc tạo ra sự giàu có bền vững. Các biện pháp rộng hơn đòi hỏi cho điều này đôi khi được gọi là cải cách tài chính sinh thái, đặc biệt tại Canada, nơi chính phủ thường sử dụng thuật ngữ này. Ở một số nước, tên gọi là nền kinh tế thị trường sinh thái-xã hội.
Thay đổi thuế thường bao gồm việc cân bằng mức thuế về mức trung lập về thu nhập cho chính phủ và duy trì tiến bộ chung. Nó thường bao gồm các biện pháp để bảo vệ người dễ bị tổn thương nhất, chẳng hạn như tăng thu nhập tối thiểu để nộp thuế thu nhập, hoặc tăng mức lương hưu và trợ cấp xã hội để bù đắp các chi phí nhiên liệu tăng lên.
Lý thuyết kinh tế cơ bản thừa nhận sự tồn tại của các ảnh hưởng ngoại lai và những tác động tiêu cực tiềm ẩn của chúng. Trong phạm vi mà thuế xanh chính xác cho các yếu tố bên ngoài như ô nhiễm, chúng tương ứng với lý thuyết kinh tế chủ đạo. Tuy nhiên, trong thực tế, việc xác định mức thuế thích hợp hoặc hệ thống thu thuế cần thiết để làm như vậy là rất khó khăn và có thể dẫn đến những sai lệch thêm hoặc những hậu quả không mong muốn.
Thuế tiêu thụ có thể thực hiện cách tiếp cận "feebate" do Amory Lovins khởi xướng, trong đó các khoản phí bổ sung cho các sản phẩm kém bền vững hơn, chẳng hạn như xe thể thao đa dụng—được gộp lại để hỗ trợ tài chính cho các giải pháp thay thế bền vững hơn, chẳng hạn như xe điện lai tạo.
Tuy nhiên, chúng có thể chỉ đơn giản đóng vai trò kích thích tài chính để thay đổi thói quen và đầu tư vốn vào các phương tiện hoặc thiết bị mới hiệu quả hơn hoặc nâng cấp các tòa nhà. Thay đổi nhỏ về thuế suất doanh nghiệp chẳng hạn có thể thay đổi hoàn toàn tỷ suất hoàn vốn các dự án về vốn, đặc biệt là nếu tính đến chi phí tránh sử dụng nhiên liệu hóa thạch trong tương lai.
Logic tương tự cũng áp dụng cho các giao dịch mua hàng lớn của người tiêu dùng. Ví dụ, một "thế chấp xanh" như Thế chấp Hiệu quả Vị trí, công nhận rằng những người không lái xe ô tô và sống theo lối sống tiết kiệm năng lượng nói chung trả mỗi tháng ít hơn nhiều so với những người khác và do đó có nhiều hơn để trả một hóa đơn thế chấp cao hơn. Điều này biện minh cho việc cho họ vay nhiều tiền hơn để nâng cấp một ngôi nhà nhằm sử dụng ít năng lượng hơn. Kết quả là một ngân hàng lấy nhiều tiền hơn mỗi tháng từ thu nhập của người tiêu dùng khi các công ty dịch vụ tiện ích và bảo hiểm xe hơi mất ít hơn, và kho nhà ở được nâng cấp để sử dụng năng lượng tối thiểu khả thi với công nghệ hiện tại.
Ngoài năng lượng, các cải tiến thường sẽ là những thứ cần thiết để có thể đáp ứng tối đa công việc làm việc từ xa, vườn trồng trọt (ví dụ: mái nhà xanh) và lối sống thường được bản địa hóa trong cộng đồng không dựa trên việc đi lại. Điều cuối cùng, đặc biệt, làm tăng định giá trạng thái thực tế cho không chỉ khu vực lân cận mà toàn bộ khu vực xung quanh. Ví dụ, người tiêu dùng có lối sống bền vững trong nhà ở cao cấp sẽ không muốn lái xe đi mua sắm không mục đích để tiết kiệm một ít tiền khi mua hàng của họ. Thay vào đó, họ sẽ ở gần nhà hơn và tạo việc làm trong việc giao hàng tạp hóa và cửa hàng tạp hóa hữu cơ nhỏ, chi tiêu ít hơn đáng kể tiền xăng và chi phí vận hành xe hơi ngay cả khi họ trả nhiều tiền hơn cho thực phẩm.

## Bước tiến hay thụt lùi?
Một số đề xuất chuyển đổi thuế xanh đã bị chỉ trích là có tính chất lũy thoái (một loại thuế có thuế suất trung bình giảm khi thu nhập của người đóng thuế tăng lên). Đánh thuế ngoại tác tiêu cực thường gây ra gánh nặng cho tiêu dùng, và vì người nghèo tiêu dùng nhiều hơn và tiết kiệm hoặc đầu tư ít hơn như một phần thu nhập của họ, bất kỳ sự thay đổi nào đối với thuế tiêu dùng đều có thể lũy thoái. Năm 2004, nghiên cứu của Viện Nghiên cứu Chính sách và Quỹ Joseph Rowntree chỉ ra rằng thuế suất cố định đối với rác thải sinh hoạt, sử dụng năng lượng, nước và phương tiện giao thông sẽ có tác động tương đối cao hơn đối với các hộ gia đình nghèo hơn.
Tuy nhiên, các cách tiếp cận quy định thông thường có thể ảnh hưởng đến giá cả theo cách tương tự, trong khi thiếu tiềm năng tái chế doanh thu của thuế sinh thái. Hơn nữa, việc đánh giá chính xác tác động phân bổ của bất kỳ sự thay đổi thuế nào cũng đòi hỏi phải phân tích các đặc điểm thiết kế cụ thể. Ví dụ, doanh thu từ thuế có thể được phân phối lại trên cơ sở bình quân đầu người như một phần của kế hoạch thu nhập cơ bản; trong trường hợp này, những người nghèo nhất sẽ nhận được số tiền mà người dân trung bình phải trả như thuế sinh thái, trừ đi phần đóng góp nhỏ của họ (không có ô tô, căn hộ nhỏ,...). Thiết kế này sẽ rất tiến bộ. Ngoài ra, ecotax có thể có thiết kế "huyết mạch", trong đó mức tiêu thụ khiêm tốn được định giá tương đối thấp (thậm chí bằng không, trong trường hợp nước), và mức tiêu thụ cao hơn được định giá ở mức cao hơn. Hơn nữa, một gói chính sách thuế sinh thái có thể bao gồm việc tái chế doanh thu để giảm hoặc loại bỏ bất kỳ sự hồi quy nào; việc tăng thuế sinh thái có thể được bù đắp nhiều hơn bằng việc giảm biên chế (lũy tiến) hoặc thuế tiêu dùng. Một số người đề xuất yêu cầu lợi ích thứ hai là tăng việc làm hoặc giảm chi phí chăm sóc sức khỏe khi thị trường và xã hội điều chỉnh theo chính sách tài khóa mới (những tuyên bố này, cũng như tuyên bố "cắt giảm thuế tạo ra việc làm", thường khó chứng minh hoặc bác bỏ ngay cả sau khi thực tế).
Hơn nữa, ô nhiễm và các hình thức gây hại môi trường khác thường được người nghèo cảm nhận sâu sắc hơn, những người không thể "mua đường" là những người tiếp nhận ô nhiễm không khí, ô nhiễm nước, v.v. Những thiệt hại đó, mặc dù là ngoại cảnh, nhưng lại có tác động đến phúc lợi kinh tế thực sự. Do đó, bằng cách giảm tác hại đến môi trường, các công cụ như vậy có tác dụng tăng dần.

## Chính sách thuế sinh thái được ban hành
Luật sinh thái đã được ban hành ở Đức thông qua ba đạo luật vào các năm 1998, 1999 và 2002. Lần đầu tiên áp dụng thuế đánh vào điện và xăng dầu, với mức thay đổi dựa trên các cân nhắc về môi trường; các nguồn điện tái tạo không bị đánh thuế. Lần thứ hai điều chỉnh thuế để ưu tiên các nhà máy điện truyền thống hiệu quả. Thứ ba tăng thuế xăng dầu. Đồng thời, thuế thu nhập được giảm theo tỷ lệ để tổng gánh nặng thuế không đổi.
Chính quyền khu vực của Quần đảo Balearic (khi đó do một liên minh xã hội chủ nghĩa nắm giữ) đã thành lập thuế sinh thái vào năm 1999. Đảo Balearic phải chịu áp lực lớn về con người từ du lịch, đồng thời mang lại nguồn thu nhập chính. Thuế (1,00 € mỗi người mỗi ngày) sẽ được trả bởi du khách lưu trú tại các khu du lịch. Điều này đã bị phe đối lập bảo thủ chỉ trích là trái với lợi ích kinh doanh, và họ đã bãi bỏ thuế vào năm 2003 sau khi giành lại chính quyền.
Nhiều loại thuế sinh thái (thường được gọi là "thuế thôi việc") đã được các bang khác nhau ở Hoa Kỳ ban hành. Tòa án tối cao của Hoa Kỳ tổ chức tại Commonwealth Edison Co. v. Montana, 453 US 609 (1981), rằng trong trường hợp không có luật liên bang ngược lại, các tiểu bang có thể đặt thuế sinh thái cao như họ muốn mà không vi phạm Điều khoản thương mại hoặc Điều khoản Tối cao của Hiến pháp Hoa Kỳ.

### Thuế trước bạ
Hà Lan, Bồ Đào Nha, Canada, Tây Ban Nha và Phần Lan đã đưa ra sự khác biệt trong thuế trước bạ xe hơi của họ để khuyến khích người mua xe lựa chọn những mẫu xe sạch nhất.
Tại Hà Lan, các loại thuế trước bạ mới, phải trả khi một chiếc xe được bán cho người mua đầu tiên của nó, có thể khiến chủ sở hữu của một chiếc hybrid được giảm giá tới € 6000. Tây Ban Nha giảm thuế cho những chiếc xe tạo ra ít CO2 hơn (một số trong số đó sẽ được miễn), trong khi những chiếc xe tiêu thụ nhiều hơn, như SPV và 4WD chứng kiến mức thuế của họ tăng lên.
Áo đã áp dụng thuế trước bạ dựa trên mức tiêu thụ nhiên liệu trong vài năm.

## Việc thi hành toàn cầu

### Vương quốc Anh
Năm 1993, chính phủ bảo thủ đã giới thiệu Thang đo giá nhiên liệu, với việc tăng thuế nhiên liệu nhỏ nhưng ổn định, theo đề xuất của Weizsäcker và Jesinghaus vào năm 1992. FPE đã bị dừng vào năm 2000, sau các cuộc biểu tình trên toàn quốc; trong khi nhiên liệu tương đối rẻ vào năm 1993, giá nhiên liệu lúc đó thuộc hàng cao nhất ở Châu Âu. Dưới thời chính phủ Lao động 1997–2007, bất chấp lời hứa ngược lại của Gordon Brown, thuế xanh tính theo phần trăm tổng số thuế thực tế đã giảm từ 9,4% xuống 7,7%, theo tính toán của Friends of the Earth.
Trong một đề xuất năm 2006, Bộ trưởng Môi trường của Vương quốc Anh lúc bấy giờ là David Miliband đã yêu cầu chính phủ thảo luận về việc sử dụng các loại thuế xanh để giảm ô nhiễm do biến đổi khí hậu. Trong số các loại thuế được đề xuất, có nghĩa là trung lập về doanh thu, Miliband tuyên bố: "Về cơ bản, chúng không phải ở đó để tăng doanh thu."
Miliband đưa ra các bình luận bổ sung về nhu cầu của họ, nói rằng: "Việc thay đổi hành vi của con người chỉ đạt được nhờ" lực lượng thị trường và tín hiệu giá cả ", và" Khi hiểu biết của chúng ta về biến đổi khí hậu tăng lên, rõ ràng là cần phải làm nhiều hơn nữa."

### Ukraine
Bắt đầu từ năm 1999, chính phủ Ukraina đã thu thuế sinh thái, chính thức được gọi là Phí ô nhiễm môi trường (tiếng Ukraina: Збір за забруднення навколишнього природного середовища), được thu từ tất cả các thực thể gây ô nhiễm, bất kể đó là ô nhiễm một lần hay cho dù hành động gây ô nhiễm vào thời điểm đó là hợp pháp hay bất hợp pháp.

### Ấn Độ
Bộ Môi trường và Rừng, Chính phủ Ấn Độ, đã yêu cầu Trường Kinh tế Madras, Chennai, thực hiện một nghiên cứu về thuế đối với đầu vào và đầu ra gây ô nhiễm vào năm 2001. Raja Chelliah, Paul Appasamy, U.Sankar và Rita Pandey (Quỹ học thuật, 2007, New Delhi) đề xuất thuế sinh thái đối với than đá, ô tô, clo, chất tẩy rửa phosphat, thuốc trừ sâu hóa học, phân bón hóa học, pin axit chì và nhựa. Xem Ecotaxes về đầu vào và đầu ra gây ô nhiễm, Academic Foundation, New Delhi, 2007. Bộ trưởng Bộ Tài chính đã đưa ra thuế than ở mức 50 Rs / tấn vào năm 2010.

### Nước pháp
Chính phủ Pháp chia sẻ ý định thiết lập một mức phí vé máy bay mới với mục đích tài trợ cho các giải pháp thay thế thân thiện với môi trường, chẳng hạn như cơ sở hạ tầng giao thông thân thiện với môi trường, bao gồm cả đường sắt. Mức thuế đề xuất sẽ nằm trong khoảng từ 1,50 euro (1,7 đô la) đến 18 euro (20 đô la) và áp dụng cho hầu hết các chuyến bay khởi hành tại Pháp. Chính phủ Pháp dự kiến mức thuế mới sẽ tăng hơn 180 triệu euro (200 triệu đô la) từ năm 2020.